# Mollégès
Mollégès település Franciaországban, Bouches-du-Rhône megyében. Lakosainak száma 2651 fő (2022. január 1.). Mollégès Eygalières, Plan-d'Orgon, Saint-Andiol és Saint-Rémy-de-Provence községekkel határos.

## Népesség
A település népességének változása:
| Lakosok száma | 1132 | 1354 | 1862 | 2390 | 2527 | 2558 | 2594 | 2656 | 2662 | 2651 |
|               | 1968 | 1982 | 1990 | 2006 | 2013 | 2015 | 2017 | 2019 | 2020 | 2022 |